# Fylodie

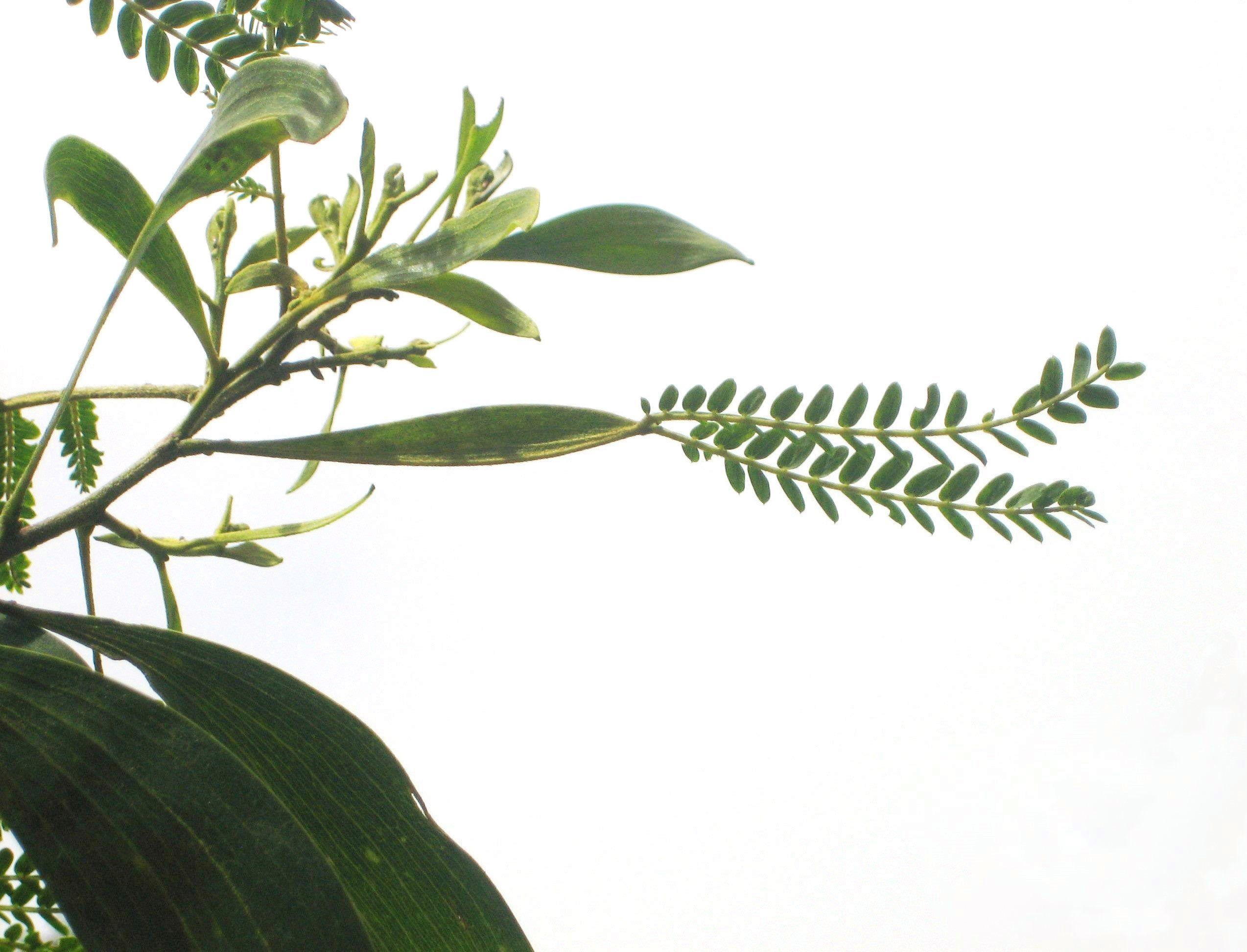
Fylodie na listech akácie

Fylodie či fylodium (phyllodium) je listovitě rozšířený řapík. Podobá se v tom případě listové čepeli a má i stejnou, totiž fotosyntetickou, funkci. Fylodie se vyskytují například u rodu akácie (Acacia) či citlivka (Mimosa).
Termín fylodie (v tomto případě angl. phyllody) však označuje i určité přeměnění jistých částí květu, a to tak, že zezelenají a podobají se listům. Tento jev se označuje též jako fylomorie, fylomorfie, případně česky zlistnatění či zelenokvětost. Mohou to způsobit různé viry či fytoplazmy.